# Людвігзау
Людвігзау (нім. Ludwigsau) — громада в Німеччині, знаходиться в землі Гессен. Підпорядковується адміністративному округу Кассель. Входить до складу району Герсфельд-Ротенбург.
Площа — 111,92 км2. Населення становить 5507 ос. (станом на 31 грудня 2020).